# النسيج الموصل للكهرباء

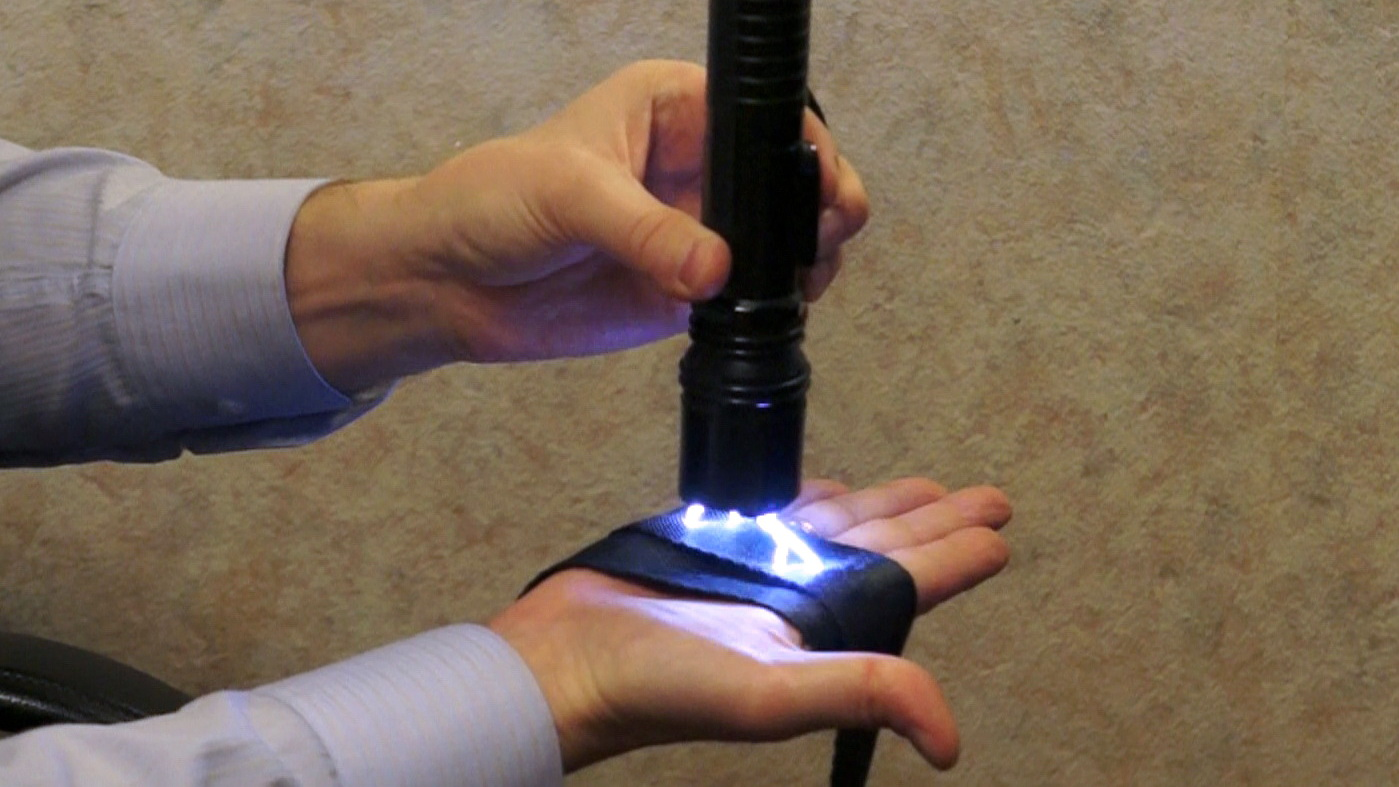

النسيج الموصل هو النسيج الذي يمكنه توصيل الكهرباء. ويدخل في بناء هذا النسيج خيوط معدنية. ويوجد اهتمام أيضًا بالأنسجة شبة الموصلة، والتي يدخل في بنائها الكربون.
وتتكون الألياف الموصلة من ركائز غير موصلة أو موصلة بدرجة قليلة مثل القطن، البولي إستر، النايلون. وبعد ذلك يتم خلطها مع العناصر الموصلة للكهرباء، وتكون في أغلب الأحيان كربون ونيكل ونحاس وذهب وفضة وتيتانيوم. وتباع هذة المنسوجات إما عن طريق الوزن أو الطول. ولها معيار معين لتحديد حجمها وقدرتها على نقل الكهرباء وتوصيلها مثل معيار السلك الأمريكي.
ونظرا للنمو السريع في أنواع الألياف الموصلة وفي استخدامات هذة الألياف تم إنشاء جمعية تجارية لزيادة الوعي والاستخدام وربما لتوحيد المصطلحات. وتسمى هذه الجمعية بمجلس مصنعي الألياف الموصلة.

## التطبيقات
- تتميز هذة الألياف بالمرونة.
- يتم استخدام النسيج والألياف الموصلة في نقل الإشارات والطاقة.[3]
- ومن الاستخدامات الرئيسية لهذة الألياف أنها تدخل في صناعة الكابلات المحورية مثل كابل (Micro_Coax's ARACON (tm).
- تستخدم في صناعة الملابس الواقية للصواعق، حيث يتم استخدام هذة الأنسجة كدرع فاراداي.
- وتستخدم في المجال الطبي في صناعة الأقطاب اللازمة لعملية تخطيط أمواج الدماغ وفي تطبيقات طبية أخرى.[4] وتستخدم هذة الأقطاب تجاريا أيضا في أجهزة مراقبة النوم.
- تدخل في صناعة الألياف الفولاذية المقاومة للصدأ.[5]